# Typhloscolex phyllodes
Typhloscolex phyllodes är en ringmaskart som beskrevs av Reibisch 1895. Typhloscolex phyllodes ingår i släktet Typhloscolex och familjen Typhloscolecidae. Inga underarter finns listade i Catalogue of Life.